# Liparis mentaweiensis
Liparis mentaweiensis är en orkidéart som beskrevs av Johannes Jacobus Smith. Liparis mentaweiensis ingår i släktet gulyxnen, och familjen orkidéer. Inga underarter finns listade i Catalogue of Life.